# Nikatory
Nikatory (Nicatoridae) – monotypowa rodzina średnich lub małych ptaków z podrzędu śpiewających (Oscines) w obrębie rzędu wróblowych (Passeriformes), dawniej zaliczana do bilbili (Pycnonotidae).

## Występowanie
Rodzina obejmuje gatunki występujące w Afryce na południe od Sahary.

## Morfologia
Długość ciała 16–23 cm, masa ciała samców 21–67, samic 23,5–51 g.

## Systematyka
Rodzaj nazwał w 1869 roku angielski ornitolog George Robert Gray w publikacji własnego autorstwa poświęconej liście rodzajów i gatunków ptaków, z rozróżnianiem tych znajdujących się w zbiorach Muzeum Brytyjskiego. Jednak nazwa – Meristes – użyta przez Graya na oznaczenie nowego rodzaju, została już użyta wcześniej, w 1850 roku, przez niemieckiego zoologa Ludwiga Reichenbacha który tak nazwał rodzaj ptaków z rodziny dzierzbików. W 1870 roku para niemieckich uczonych, ornitolog Gustav Hartlaub i etnograf, przyrodnik i podróżnik kolonialny Otto Finsch, w publikacji ich własnego autorstwa poświęconej ptakom Afryki Wschodniej, zebranym podczas wypraw barona Karla Klausa von der Deckena tamże, nadała nową nazwę dla rodzaju nazwanego przez Graya – Nicator. Gatunkiem typowym jest (oznaczenie monotypowe) nikator żółtobrzuchy (N. chloris).

### Etymologia
- Meristes: gr. μεριστης meristēs ‘rozdzielacz, dystrybutor’, od μεριζω merizō ‘rozdzielać’[10].
- Nicator (Necator): gr. νικατωρ nikatōr, νικατορος nikatoros ‘zdobywca, pogromca’ (tj. dzierzba), od νικαω nikaō ‘podbijać’, od νικη nikē ‘zwycięstw’[11].

### Podział systematyczny
Do rodziny należy jeden rodzaj obejmujący następujące gatunki:
- Nicator chloris (Valenciennes, 1826) – nikator żółtobrzuchy
- Nicator gularis Hartlaub & Finsch, 1870 – nikator żółtorzytny
- Nicator vireo Cabanis, 1876 – nikator żółtogardły